# Menapios

Localización de Galia Bélgica.

Los menapios (Menapii en latín) eran un pueblo galo que habitaban en la Galia Bélgica, territorio comprendido entre los ríos Sena y el Rin (actuales territorios de Bélgica, Luxemburgo, norte de Francia, sur de los Países Bajos y oeste de Alemania).

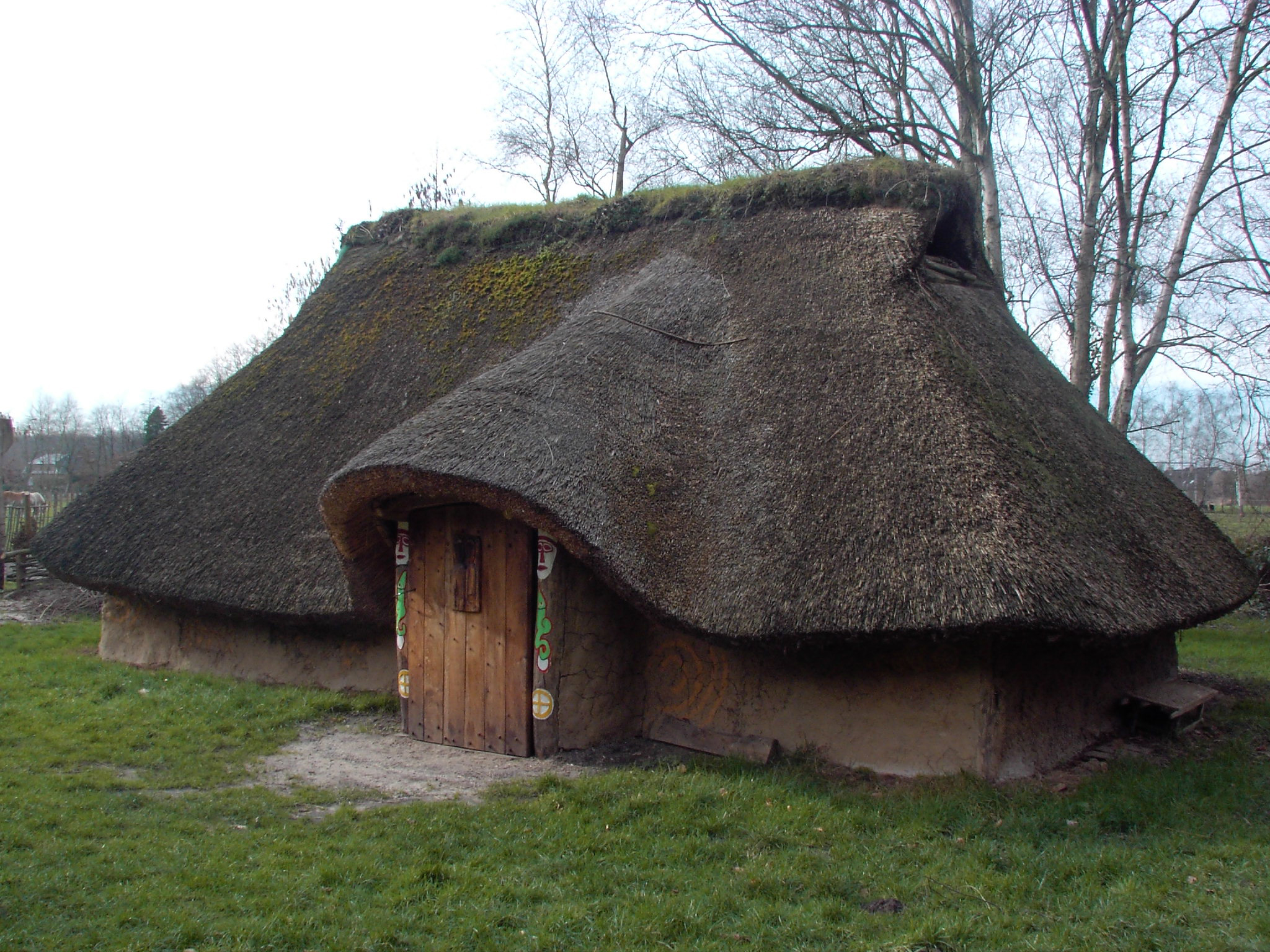
Reconstrucción de una choza de los menapios en Destelbergen.

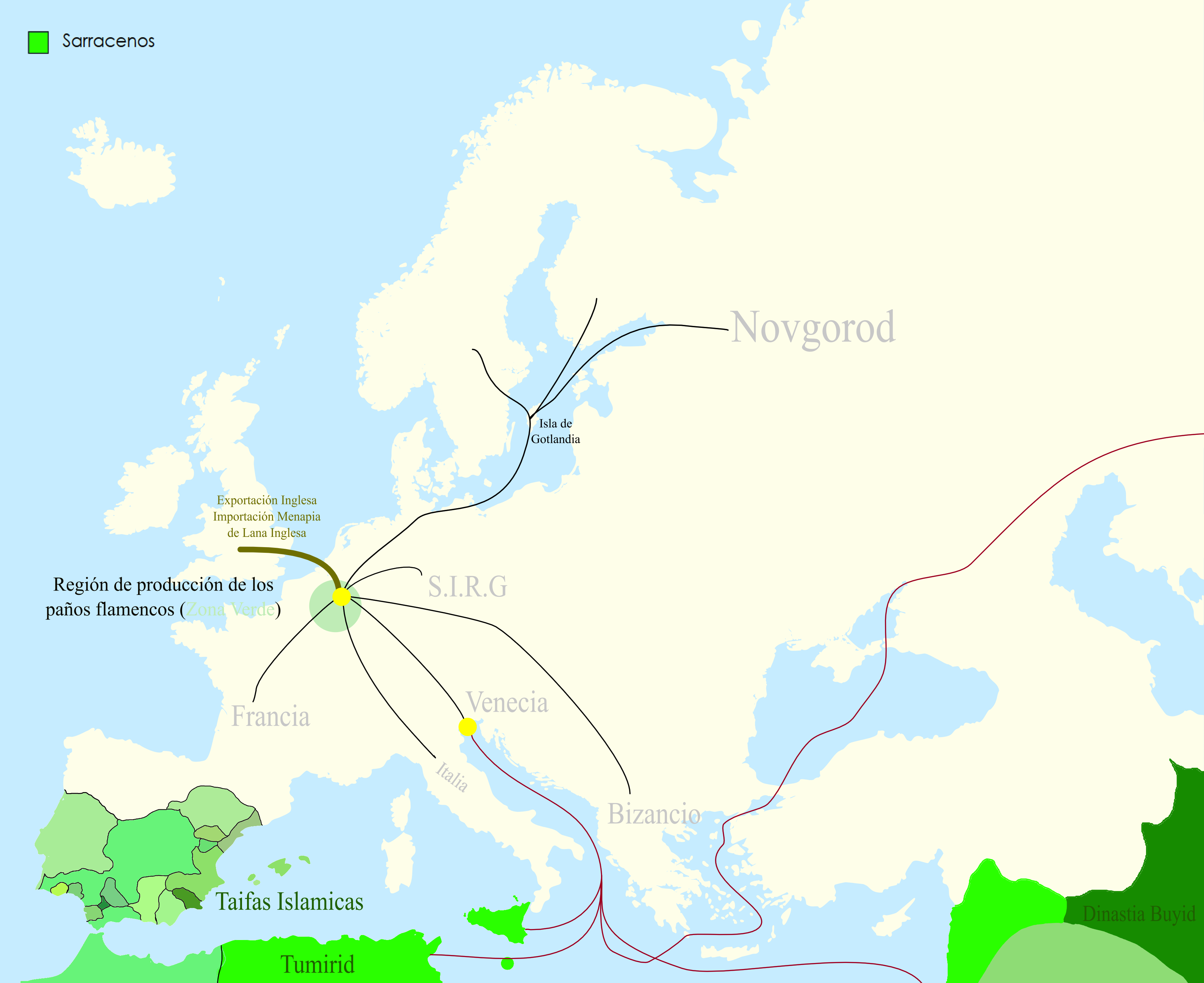
Ruta de los paños flamencos, los cuales eran producidos por los menapios en los inicios de la Edad Media.

## Etimología
Existen dos teorías:
- Origen celta: las palabras mel y apa, que significan agua. Se explica por el hecho de que los territorios ocupados por los menapios eran pantanosos.
- Origen germano: de mesnil, que era una gran casa donde la gente del pueblo se reunía, y aap que significa imitador, que sigue.

## Origen
Su territorio se extendía entre los ríos Aa, en el norte de Francia, y el Rin. Antes de la llegada de los romanos se habían asentado alrededor de Gante y Amberes (territorio que corresponde actualmente a las provincias belgas de provincia de Flandes Oriental y Amberes).
Su primera capital fue Castellum Menapiorum (Cassel), después de haber desplazado a los mórinos, otro pueblo belga, hacia el oeste.
También hubo asentamientos menapios en la región de Wesel (Alemania), en la orilla derecha del río Rin.

## Conquista romana
Las legiones romanas, comandadas por Julio César, conquistaron la Galia Bélgica entre el 57 y el 53 a. C. En 57 a. C., debido a la progresión de las tropas romanas, los eburones, atuátucos, mórinos, menapios y condrusos se coaligaron para hacer frente al avance de los romanos. Sin embargo, a pesar de la resistencia ofrecida fueron derrotados. Tres años después los pueblos de la Galia Bélgica se sublevaron y en 53 a. C. los menapios son forzados a rendirse, tras ser de nuevo vencidos.

## Modo de vida
Los menapios eran un pueblo ya sedentario que vivía del pastoreo y de la agricultura en aldeas y granjas.

## Época imperial
Una unidad auxiliar del ejército romano, la Cohors I Menapiorum, fue reclutada a finales del siglo I entre los menapios, siendo destinada a Britannia. 
El usurpador romano de finales del siglo III Carausio, comandante de la flota romana del Mar del Norte que se proclamó emperador de Britannia y el norte de la Gallia, era un menapio nacido en Menapia.
En el siglo V, la Notitia dignitatum cita una legión de Menapii seniores.

## Panni Francesi (Paños Flamencos)
La producción de paños flamencos era la actividad económica principal de los Menapios. Inicialmente fueron conocidos como Panni Francesi, y gracias a la habilidad de tejer de los menapios, más la asesoría gallo-romana, estos aumentaron su valor y fueron altamente demandados en Europa, alrededor del periodo 900-1400 A.D. La importancia de la exportación de estos paños, fue el incremento del movimiento mercantil entre los puertos europeos (burgos). Al igual que la reactivación económica de Europa en detrimento del bloqueo sarraceno del Mediterráneo. También, esto permitió el paso de nuevas tecnología, ciencia, filosofía y arquitectura árabe hacia Europa, debido a que los Árabes también demandaban estos paños, y los Venecianos re-exportaban los paños a mayor precio a los árabes. Esto permitió un cambio cultural y científico importante para el desarrollo de Europa.